# 라데 (음악 그룹)
라데는 대한민국의 음악 그룹이다. 2013년 싱글 《존중받지 못한 이별》로 데뷔했다.

## 방송
- 슈퍼스타K5 (2013)

## 공연
- ROLLING FRIDAY LIVE (2016)
- Someday Festival 2016 (2016)
- 2016 인천공항 SKY FESTIVAL (2016)